# Hrvatski zavod za zdravstveno osiguranje
Hrvatski zavod za zdravstveno osiguranje (HZZO) ime je za ustanovu pod upravom Ministarstva zdravstva Republike Hrvatske koja provodi osnovno odnosno obvezno, dopunsko i dodatno (dobrovoljno) zdravstveno osiguranje. Obvezno osiguranje je socijalno osiguranje, što znači da se ono financira u najvećem dijelu kroz posebni porez na plaće zaposlenih, a omogućava univerzalno korištenje zdravstvenih usluga svim kategorijama stanovništva (zaposleni, nezaposleni, djeca, ili umirovljenici). Hrvatski zavod za zdravstveno osiguranje je do 1. siječnja 2015. godine bio integriran u sustav državnog proračuna te je poslovao putem jedinstvenog računa državnog proračuna, no 1. siječnja izlazi iz državne riznice te započinje samostalno upravljati namjenskim sredstvima. Dopunsko i dodatno zdravstveno osiguranje spadaju u dobrovoljno osiguranje i svaki građanin Republike Hrvatske može se odlučiti želi li takvo dobrovoljno osiguranje i dodatno uplaćivati. 

## Povijesni razvoj
Povijest zdravstvenog osiguranja u Hrvatskoj ima dugu tradiciju te je još 1891. godine unutar Austro-Ugarske uveden sustav obveznoga zdravstvenog osiguranja za radnike koji su bili zaposleni u zakonom navedenim poduzećima. Za ostali dio stanovništva postojala je mogućnost dobrovoljnoga privatnog zdravstvenog osiguranja. Takvo je osiguranje trajalo sve do kraja Drugoga svjetskog rata, a nakon rata osiguranje postaje državno, obvezno i jedinstveno za cijelu zemlju. Osobe u radnom odnosu i članovi njihovih obitelji bili su izjednačeni u pravima, a bilo im je zajamčeno pravo na osnovnu zdravstvenu zaštitu. Nakon 1991. godine uz osnovno osiguranje, kojega je nositelj HZZO, uvedeno je i dobrovoljno zdravstveno osiguranje, a čiji su nositelji HZZO i privatna osiguravajuća društva.

### Važni datumi
- 14. svibnja 1922. osnovan Središnji ured za osiguranje radnika
- od 1941. do 1945. godine djeluje Središnjica osiguranja radnika
- od 1945. do 1970. godine:

- 2. svibnja 1945. osnovan je Središnji zavod za socijalno osiguranje i zemaljski zavod za socijalno osiguranje
- 1. siječnja 1947. osnovan je Državni zavod za socijalno osiguranje koji preuzima poslove Središnjeg zavoda za socijalno osiguranje i njegovih organa
- 1952. osnovani su Zavod za socijalno osiguranje Narodne Republike Hrvatske i kotarski zavodi za socijalno osiguranje (grada)
- 1. siječnja 1963. reorganizacijom nastaju Republički zavod za socijalno osiguranje i komunalni zavodi za socijalno osiguranje
- od 1971. do 1993. godine:

- 1. siječnja 1971. osnivaju se Zajednice zdravstvenog osiguranja radnika i zajednice zdravstvenog osiguranja poljoprivrednika koje su pravni slijednici komunalnih zavoda
- 1. siječnja 1972. Privremene zajednice zdravstvenog osiguranja radnika i privremene zajednice zdravstvenog osiguranja poljoprivrednika nastavljaju rad komunalnih zavoda
- 1974. osnovane su Samoupravne interesne zajednice zdravstvenog osiguranja i zdravstva koje nastavljaju rad privremenih zajednica
- 1. listopada 1990. osnovan je Republički fond zdravstvenog osiguranja i zdravstva Hrvatske
- 21. kolovoza 1993. osniva se Hrvatski zavod za zdravstveno osiguranje

## Zadaća i ustroj
HZZO je od 2012. godine proveo niz reformskih poteza s ciljem racionalizacije sustava zdravstva, počevši od novih ugovora u primarnoj zdravstvenoj zaštiti, novog modela upućivanja na specijalističke preglede, racionalizacije potrošnje lijekova i aktivnosti usmjerenih smanjenju stope bolovanja. Ulaskom Hrvatske u Europsku uniju za građane Hrvatske proširene su mogućnosti liječenja u zemljama članicama, bilo da je riječ korištenju neodgodive zdravstvene zaštite ili planiranog liječenja. Uvedena je jedinstvena cijena police dopunskog osiguranja za sve kategorije stanovništva čime je dopunsko osiguranje HZZO-a postalo dostupnije osiguranicima.

### Ustroj
HZZO poslove provodi kroz 7 resora kojima rukovode pomoćnici ravnatelja. HZZO je ustrojen kroz Direkciju i 4 regionalna ureda (Zagreb, Osijek, Split, Rijeka) koji upravljaju radom s 16 područnih službi na ukupno 134 lokacije. HZZO je na kraju 2013. godine imao ukupno 2.407 zaposlenika.

Nazivi regionalnih ustrojstvenih jedinica, regionalnih ureda HZZO-a su: 
- Regionalni ured Zagreb, sa sjedištem u Zagrebu, za područje Grada Zagreba, Zagrebačke županije, Karlovačke županije, Varaždinske županije, Međimurske županije, Koprivničko-križevačke županije, Bjelovarsko-bilogorske županije, Sisačko-moslavačke županije i Krapinsko-zagorske županije
- Regionalni ured Rijeka, sa sjedištem u Rijeci, za područje Primorsko-goranske županije, Istarske županije i Ličko-senjske županije
- Regionalni ured Split, sa sjedištem u Splitu, za područje Splitsko-dalmatinske županije, Dubrovačko-neretvanske županije, Šibensko-kninske županije i Zadarske županije.
- Regionalni ured Osijek, sa sjedištem u Osijeku, za područje Osječko-baranjske županije, Brodsko-posavske županije, Virovitičko-podravske županije, Požeško-slavonske županije i Vukovarsko-srijemske županije.

## Uloga u financiranju zdravstva RH
Izvori financiranja zdravstvenog osiguranja u Hrvatskoj su: 
- doprinosi za obvezno zdravstveno osiguranje (doprinos iznosi 15% - rastući s ranije stope od 13%, a plaća se na bruto plaću),
- doprinosi za obvezno zdravstveno osiguranje za slučaj ozljede na radu i profesionalne bolesti (0,5%, a plaća se na bruto plaću),
- doprinosi za obvezno zdravstveno osiguranje nezaposlenih osoba (5%, obračun vrši Hrvatski zavod za zapošljavanje na najnižu osnovicu u iznosu od 2.753,45 kuna za 2013.g.),
- doprinosi za obvezno zdravstveno osiguranje osiguranih osoba kojima je odlukom nadležnoga suda oduzeta sloboda (radi se o novom izvoru financiranja - izmjenama Zakona o doprinosima obveza je Ministarstva pravosuđa od 18. prosinca 2013. god. – najniža osnovica 2.753,45 za 2013. god., a plaća proračun),
- doprinosi za obvezno zdravstveno osiguranje drugih obveznika plaćanja doprinosa (svi drugi obveznici plaćanja doprinosa /samostalne djelatnosti, poljoprivrednici- prema rješenjima Porezne uprave te umirovljenici s mirovinom višom od prosječne plaće u visini 3% na mirovinu i drugi samostalni obveznici plaćanja),
- posebni doprinos za korištenje zdravstvene zaštite u inozemstvu (putno osiguranje, plaćaju, ako žele, osigurane osobe prije putovanja u zemlje koje nisu članice EU),
- prihodi iz državnog proračuna,
- prihodi od sudjelovanja u troškovima zdravstvene zaštite osiguranih osoba, odnosno njihovih osiguravatelja u dopunskom zdravstvenom osiguranju,
- prihodi od dividendi, kamata i drugih prihoda,
- prihodi od posebnog poreza na duhanske prerađevine (plaća se iz proračuna, 32% od trošarina na duhanske prerađevine),
- prihodi od obveznoga osiguranja od automobilske odgovornosti (društva za osiguranje plaćaju 4% naplaćene funkcionalne premije osiguranja od obveznog osiguranja od automobilske odgovornosti; prate se stvarni troškovi nastali liječenjem osoba stradalih u automobilskim nesrećama i radi se konačni obračun uplata i stvarnih troškova),
- prihodi od premija dopunskog zdravstvenog osiguranja.

Svi navedeni prihodi zdravstvenog proračuna, uplaćuju se na jedinstveni račun državnog proračuna Republike Hrvatske te su namijenjeni za financiranje zdravstvene zaštite, za naknade osiguranicima i za rad HZZO-a.
Godišnji proračun HZZO-a za 2013. godinu iznosi 20.655.964.000 kuna što je za 463.961.828 kuna manje od plana za 2012. godinu, koji je iznosio 21.119.925.828 kuna. Nakon rebalansa državnog proračuna, a zbog sanacije zdravstvenog sustava, proračun HZZO-a iznosi 23.527.343.920 kuna. Zdravstveni proračun u Hrvatskoj iznosi otprilike jednu šestinu ukupnog državnog proračuna.

### Osnovno ili obvezno zdravstveno osiguranje
Pravo na zdravstvenu zaštitu obuhvaćenu obveznim zdravstvenim osiguranjem osigurava se pod jednakim uvjetima za sve osigurane osobe. Svaki građanin Republike Hrvatske obvezan je prijaviti se na obvezno zdravstveno osiguranje, kao i stranci s odobrenim stalnim boravkom, ako međunarodnim ugovorom o socijalnom osiguranju nije drugačije određeno. Na obvezno osiguranje prijavljuju se i stranci s privremenim boravkom u Hrvatskoj. Obvezno zdravstveno osiguranje pokriva 4,349.188 osoba.
Obvezno zdravstveno osiguranje pokriva:
- primarnu zdravstvenu zaštitu,
- specijalističko-konzilijarnu zdravstvenu zaštitu,
- bolničku zdravstvenu zaštitu,
- pravo na korištenje lijekova koji su utvrđeni osnovnom i dopunskom listom lijekova HZZO-a,
- pravo na stomatološko-protetsku pomoć i stomatološko-protetske nadomjestke,
- pravo na ortopedska i druga pomagala,
- pravo na zdravstvenu zaštitu u inozemstvu
- prava za slučaj ozljede na radu i profesionalne bolesti
- naknada plaće za vrijeme privremene nesposobnosti za rad
- naknada troškova prijevoza u svezi s ostvarivanjem prava na zdravstvenu zaštitu
- rodiljne i roditeljske potpore

### Dobrovoljno zdravstveno osiguranje
Dobrovoljno zdravstveno osiguranje može biti:
- dopunsko zdravstveno osiguranje
- dodatno zdravstveno osiguranje
- privatno zdravstveno osiguranje

Dopunsko zdravstveno osiguranje provodi HZZO i društva za osiguranje registrirana za obavljanje djelatnosti osiguranja u Republici Hrvatskoj. Ta društva, pored dopunskog zdravstvenog osiguranja, mogu provoditi dodatno i privatno zdravstveno osiguranje kojim se osigurava veći opseg prava, odnosno viši standard zdravstvenih usluga, te određena prava koja nisu obuhvaćena obveznim zdravstvenim osiguranjem.
Dopunsko zdravstveno osiguranje s konceptom solidarnog i održivog javnog zdravstva s jednakom cijenom za sve kategorije stanovništva, „dopunjuje“ obvezno zdravstveno osiguranje na način da pokriva troškove sudjelovanja u troškovima zdravstvene zaštite (participacije) osiguranika prilikom korištenja svih vrsta zdravstvene zaštite propisane tim zakonom. Sada to sudjelovanje iznosi 20% cijene zdravstvene usluge i 10 kuna po pregledu u primarnoj zdravstvenoj zaštiti i izdanom receptu za lijek.

## Nacionalna kontaktna točka
Prema zahtjevima europske Direktive o prekograničnoj zdravstvenoj zaštiti (Direktiva 2011/21/EU), HZZO je imenovan od strane Ministarstva zdravlja za Nacionalnu kontaktnu točku (NCP), zaduženu za pružanje informacija o pravima osiguranih osoba na zdravstvenu zaštitu u drugoj državi članici, a sve u skladu s propisima Europske unije. Zadaća HZZO-a kao Nacionalne kontaktne točke je pružiti pacijentima iz drugih zemalja informacije o zdravstvenom sustavu Hrvatske, o kvaliteti i sigurnosti zdravstvene zaštite te pomoći im u ostvarivanju prava na liječenje u Hrvatskoj. Isto tako, HZZO ima zadaću pružiti informacije svim pacijentima iz Hrvatske o ostvarivanju prava na liječenje u inozemstvu.

## Ravnatelji Zavoda
- od 15. listopada 1990., do 15. studenog 1992., Luka Vrban, dr. med., direktor Republičkog fonda zdravstvenog osiguranja i zdravstva Hrvatske
- od 16. studenog 1992., do 9. studenog 1993., Mr. sc. Eduard Kunjko, dr. med. dent., direktor HZZO-a
- od 10.studenog 1993., do 24. srpnja 1998.,Prof. dr. sc. Stjepan Turek, prim., direktor HZZO-a
- od 1. kolovoza 1998., do 16. ožujka 2000.,Branko Malenica, dipl. oec., direktor HZZO-a
- od 21. ožujka 2000., do 5. prosinca 2002.,Mr.sc. Zdravko Lončarec, dipl. oec., direktor HZZO-a
- od 6. prosinca 2002., do 12. veljače 2004.,Ljubica Đukanović, dipl. iur., direktor HZZO-a od
- od 13. veljače 2004., do 7. siječnja 2009., Većeslav Bergman, dr. med. dent., direktor HZZO-a
- od 8. siječnja 2009., do 23. veljače 2012.,Tihomir Strizrep, dr. med., ravnatelj HZZO-a
- od 24. veljače 2012., do 17. lipnja 2014.,Prim. Siniša Varga, dr. med. dent., ravnatelj HZZO-a
- od 18. lipnja 2014., do 12. svibnja 2016. Tatjana Prenđa Trupec, mag.ing.el.MBA, ravnateljica HZZO-a
- od 16. ožujka 2018., - Lucian Vukelić, dr. med. spec., ravnatelj HZZO-a

## Vanjske poveznice
- Hrvatski zavod za zdravstveno osiguranje
- Hrvatski zavod za javno zdravstvo
- Ministarstvo zdravlja RH  Arhivirana inačica izvorne stranice od 18. prosinca 2015. (Wayback Machine)